# ラビ×ラビ
『ラビ×ラビ』は、シルバースタージャパンより配信されているアクションパズルゲームのシリーズ。登場キャラクターの多くは『不思議の国のアリス』をモチーフとしており、主人公のアリスを操り、変なウサギ・リリや仲間キャラの助けを受けながら、トランプ兵やトラップだらけのステージを突破していく。
2010年2月4日に配信開始されたau向け携帯アプリ（BREW）『ラビット★ラビリンス』のグレードアップ移植版として、同年9月1日にニンテンドーDSiウェア『アクションパズル ラビ×ラビ』が発売された。

## 登場キャラクター

### プレイヤーキャラクター
アリス
本作のヒロイン。不思議な国に迷い込んだ彼女を扉のところまで移動させることが本ゲームの目的である。ジャンプ力が低いが落下速度も遅め。リリの上に乗ることで大ジャンプができる。頭の上に色々な物を乗せることが出来る。
リリ
アリスよりもジャンプ力が高い。自爆してブロックを壊すことも可能。『ラビット★ラビリンス』のときは単に「ウサギ」であったが、『ラビ×ラビ』で名前が付与され、それに伴い設定が一部変更されている。
アリシア
『ラビラビ外伝』におけるヒロイン。人間態とチェシャ猫に自由に変身する事が可能で、猫の状態だとリリと同じように2段ジャンプが可能。また、デュボアの魔法によってブロックを壊したり、移動したりすることができる。

### ステージ中に登場するキャラクター
チェシャ猫
登場作品：1、2、3、外伝
紫色の猫。普通に通ろうとすると、高いジャンプ力で邪魔してくる。動かずに近づくとジャンプして妨害するタイプと、フィールドを左右に移動しながら妨害してくるタイプの2種類が存在する。外伝では、氷の魔法で氷ブロックに変える事が出来る。
トランプ兵
登場作品：1、2、3、外伝
ハートの女王につかえている兵士。ただ歩いて壁際でジャンプして往復するタイプと、少し遅く歩いて一定のタイミングで地面を揺らすタイプの2種類存在する。どちらも体に当たれば即ミス。外伝では、氷の魔法で氷ブロックに変える事が出来る。
帽子屋
登場作品：1、2、3、外伝
アリスの頭の上に乗せたり、上に乗って踏み台にしたりする。外伝では、氷の魔法で氷ブロックに変えることができる。
グリフォン
登場作品：1、2、3、外伝
上下または左右を往復する。上に乗って移動するところへいける。外伝では、氷の魔法で氷ブロックに変える事が出来る。
ニセウミガメ
登場作品：1、2、3、外伝
亀と牛を合成させたような生き物。上に乗って針山の上でも移動できるようになる。外伝では、氷の魔法で氷ブロックに変える事が出来る。
カニさん
登場作品：2、3
基本的には水の上を往復させて水が苦手なリリを移動させるのに利用する。
カエルさん
登場作品：2、3
ジャンプしながら移動する。踏むことによってリリと同じくらいの高いジャンプができる。しかし一度踏むと消えてしまう。
いもむしさん
登場作品：2
少し遅く移動する。ニセウミガメと同じく足場にできるが、しばらくするとさなぎになって動かなくなる。
おばけさん
登場作品：3、外伝
アリスやアリシアに近づき、驚かしてくる。アリスが驚かされると少しの間動けなくなるだけだが、アリシアはミスになってしまう。リリは驚かされても何ともない。外伝では炎の魔法で追い払う事ができ、3ではリリの自爆で倒す事が出来る。
黒いうさぎさん
登場作品：3、外伝
廃墟にいる、リリを黒くしたようなうさぎ。足場にくっついて周りをグルグル回っている。触れるとミスとなる。魔法は一切効かない。

### その他
女王

## 続編・派生作品
- アクションパズル ラビ×ラビ えぴそーど2（2011年2月1日 - ニンテンドーDSiウェア）
- ラビラビ外伝 Witch's Cat / 英名: Witch's Cat（ 2011年6月29日[2] 2013年1月31日[3] 2013年6月20日[3] - ニンテンドー3DSダウンロードソフト）
- ラビ×ラビ えぴそーど3 / 英名: Rabi Laby 3（ 2012年1月11日[4]、 2014年7月10日[5]、 2014年8月7日[5] - ニンテンドー3DSダウンロードソフト）
- ラビ×ラビ パズルアウトストーリーズ（2017年7月20日 - PlayStation Vita、2018年5月24日 - Nintendo Switch・PlayStation 4）
1、2、外伝、3を同時に収録し、グラフィックの向上と追加要素を加えられている。本作はシリーズで初めてパッケージでも発売される。